# Гајсфелд
Гајсфелд (њем. Geisfeld) општина је у њемачкој савезној држави Рајна-Палатинат. Једно је од 103 општинска средишта округа Трир-Сарбург. Према процјени из 2010. у општини је живјело 564 становника. Посједује регионалну шифру (AGS) 7235030.

## Географски и демографски подаци
Гајсфелд се налази у савезној држави Рајна-Палатинат у округу Трир-Сарбург. Општина се налази на надморској висини од 440 метара. Површина општине износи 8,9 km². У самом мјесту је, према процјени из 2010. године, живјело 564 становника. Просјечна густина становништва износи 64 становника/km².